# 1884 v hudbě
Tento článek obsahuje události související s hudbou, které proběhly v roce 1884.

## Opery
- Nevěsta messinská (Zdeněk Fibich)
- Viola (Bedřich Smetana)
- Ženichové (Karel Kovařovic)

## Narození
- 11. března – Alexandr Podaševský, český dirigent a hudební skladatel ruského původu († 28. června 1955)
- 15. března
  - Rudolf Piskáček, český hudební skladatel († 24. prosince 1940)
  - Alfred Maria Jelínek, český právník, hudební skladatel a sbormistr († 24. září 1932)
- 25. března – Josef Vašata, český dirigent a hudební skladatel († 29. srpna 1942)
- 6. dubna – Alois Reiser, americký violoncellista, dirigent a hudební skladatel českého původu († 4. dubna 1977)
- 17. června – Boris Vladimirovič Asafjev, ruský muzikolog, hudební skladatel a pedagog († 27. ledna 1949)
- 24. listopadu – Miloš Čeleda, český hudební skladatel († 12. června 1958)
- 3. prosince – Josef Bartovský, český hudební skladatel († 19. listopadu 1964)

## Úmrtí
- 29. dubna – František Bedřich Kott, český hudební skladatel a varhaník (* 15. dubna 1808)
- 12. května – Bedřich Smetana, český hudební skladatel (* 2. března 1824)